# Calymperes muelleri
Calymperes muelleri là một loài rêu trong họ Calymperaceae. Loài này được Dozy & Molk. Mitt. mô tả khoa học đầu tiên năm 1859.